# Туліо де Мелу
Туліо Вінісіус Фроес де Мелу (порт. Túlio Vinícius Fróes de Melo, нар. 31 січня 1985, Монтіс-Кларус), більш відомий як Туліо де Мелу (порт. Túlio de Melo) — бразильський футболіст, нападник клубу «Шапекоенсе».
Насамперед відомий виступами у французькому чемпіонаті за «Ле-Ман» та «Лілль».

## Ігрова кар'єра
У дорослому футболі дебютував 2003 року у «Атлетіко Мінейру», проте за основну команду не зіграв жодного матчу чемпіонату, через що сезон 2004—2005 провів на правах оренди за данський «Ольборг».
Влітку 2005 року уклав контракт з «Ле-Маном», у складі якого провів наступні два з половиною роки своєї кар'єри гравця. Більшість часу, проведеного у складі «Ле-Мана», був основним гравцем атакувальної ланки команди.
З січня по серпень 2008 року виступав за італійське «Палермо», проте стати основним гравцем в команді не зміг.
До складу клубу «Лілль» приєднався 31 серпня 2008 року і допоміг команді у сезоні 2010-11 здобути «золотий дубль», вигравши кубок і чемпіонат Франції. Наразі встиг відіграти за команду з Лілля 121 матч в національному чемпіонаті.

## Титули і досягнення
- Чемпіон Франції (1):

«Лілль»: 2010-11
- Володар Кубка Франції (1):

«Лілль»: 2010-11